# San Mauro Torinese
San Mauro Torinise (San Mò en Piamontés) es una localidad y comuna de 19.333 habitantes de la provincia de Turín.

## Geografía y Territorio
El pueblo de San Mauro se encuentra a pocos kilómetros del centro de la ciudad de Turín, en la región de Piamonte, se sitúa en el pie de la colina Turinesa donde en la cumbre se encuentra la Basílica de Superga. Una parte del pueblo está situado en la parte derecha del río Po, donde se ubica la parte más antigua.

## Demografía
| Gráfica de evolución demográfica de San Mauro Torinese entre 1861 y 2011 |
|                                                                          |
| Fuente ISTAT - elaboración gráfica de Wikipedia                          |

## Hermanamientos
- La Eliana (España)
- Mirande (Francia)